# Grande Oriente de Minas Gerais

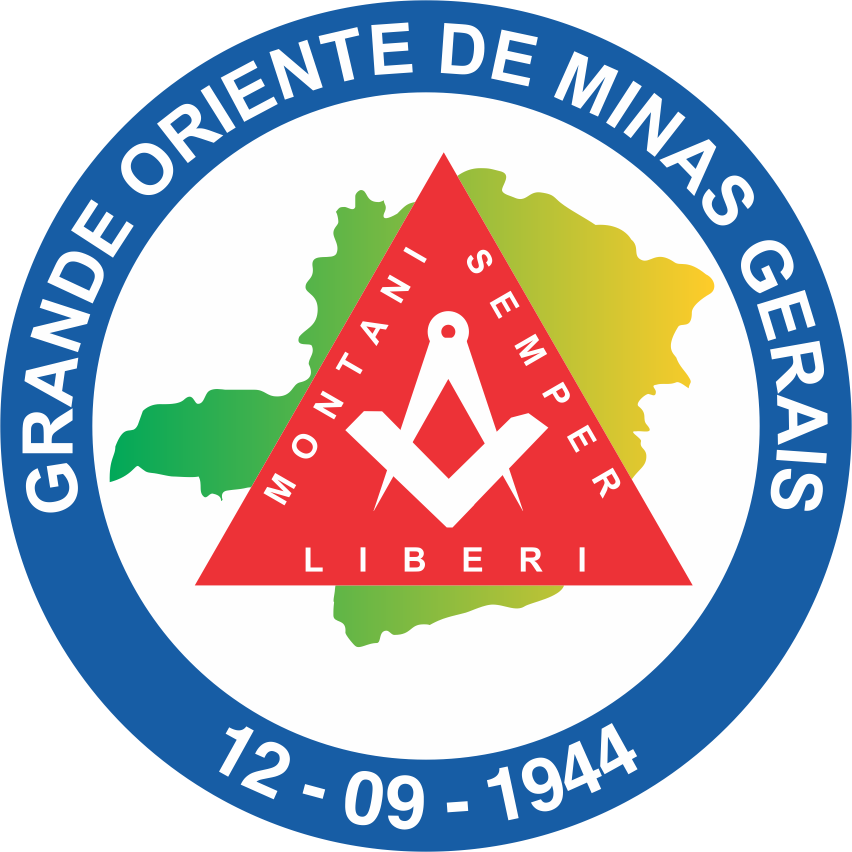
Brasão do GOMG, atualizada em meados de 2010, usada oficialmente nas publicações da instituição.

O Grande Oriente do Minas Gerais - GOMG é uma Obediência Maçônica do Estado de Minas Gerais. 

## História
Foi fundado em 12 de setembro de 1944, um grupo de maçons reuniu-se para fundar uma nova Obediência Maçônica que receberia o nome de Grande Oriente de Minas Gerais. Aprovada a fundação e eleita sua primeira diretoria em que o primeiro Grão-Mestre foi o Cel. José Persilva. Foram fundadoras do Grande Oriente de Minas Gerais as Lojas Deus, Humanidade e Luz, 12 de Setembro, 21 de Fevereiro, Major João Pereira, Hirã e Caridade e Justiça, todas de Belo Horizonte.

## Incorporação ao Grande Oriente do Brasil
No dia 30 de agosto de 1957, estabeleceu  mútuo Tratado de Fraternal Amizade com o Grande Oriente do Brasil (GOB) (Decreto n° 1.789, de 26 de outubro de 1957 do Grande Oriente do Brasil). 
No dia 8 de novembro de 1960, estabeleceu um Convênio de Incorporação do Grande Oriente de Minas Gerais ao Grande Oriente do Brasil, através do Grande Oriente Estadual Tiradentes de Minas Gerais (Decreto n° 22, de 17 de dezembro de 1960). Esta incorporação primeiramente ao Grande Oriente Estadual Tiradentes de Minas Gerais foi necessária pois, por força de lei, não era permitido ao Grande Oriente do Brasil possuir dois Orientes federados em um mesmo Estado. A união do Grande Oriente Estadual Tiradentes de Minas Gerais com o Grande Oriente de Minas Gerais originou um Grande Oriente, também chamado Grande Oriente de Minas Gerais sendo regido inicialmente pela Constituição do Grande Oriente Estadual Tiradentes de Minas Gerais e posteriormente substituída por uma própria Constituição.

## Desligamento do Grande Oriente do Brasil
Nas eleições para os cargos de Grão-Mestre Geral e Grão-Mestre Geral Adjunto do Grande Oriente do Brasil realizadas em março de 1973 haviam duas chapas, uma formada por Athos Vieira de Andrade (candidato da oposição), que obteve 7.166 votos, e a outra por Osmane Vieirade Resende (candidato da situação), que obteve 3.824 votos. A vitória da oposição foi incontestável, porém a comissão apuradora optou por anular aproximadamente 70% dos votos, sendo o equivalente a 85% dos votos para Athos Vieira e apenas 45% para o candidato da situação. desta forma Osmane foi declarado eleito. Dez Grandes Orientes Estaduais, federados ao Grande Oriente do Brasil, inconformados com a decisão, desligaram-se deste proclamando-se Obediências autônomas e independentes, expondo as razões por que o faziam.

## O Colégio de Grão-Mestres da Maçonaria Brasileira
Em Belo Horizonte, no dia 04 de agosto de 1973, os Grandes Orientes dissidentes do GOB de São Paulo, Minas Gerais, Ceará, Rio Grande do Norte, Rio Grande do Sul, Paraná, Distrito Federal, Mato Grosso, Santa Catarina e Rio de Janeiro fundam o Colégio de Grão-Mestres da Maçonaria Brasileira visando unir a Maçonaria brasileira além de estudar e divulgar normas que providenciassem a defesa e o progresso da Maçonaria. 

## Confederação Maçônica Interamericana (CMI)
O Grande Oriente de Minas Gerais faz parte da Confederação Maçônica Interamericana, entidade internacional que congrega potências regulares das Américas e da Europa. A CMI fundada em 1947 que tem como membros, potências maçônicas de 25 países da Américas do Norte, do Sul e Central, além do Caribe e Europa. Hoje, 81 potências são membros da CMI.
A Confederação Maçônica Interamericana tem como objetivo promover um modelo institucional inovador, integrando a Maçonaria Ibero-americano. Tem a finalidade de de desenvolver todo o potencial em uma organização que tem mais de 350.000 membros, através da troca de ideias, atividades, princípios, preocupações e experiências.
Ser um membro da Confederação Maçônica Interamericana confere para a potência maçônica, um entendimento de regularidade maçônica para todos os outros membros da Confederação, sendo um importante caminho para o reconhecimento de alguns países e outras organizações, entre eles a COGMNA (Conference of Grand Masters of Masons of North America) e, a partir daí, da Grande Loja Unida da Inglaterra e assim fazer parte da List of Masonic Grand Lodges
No Brasil temos como maçonaria regular o Grande Oriente do Brasil, as Grandes Lojas filiadas a CMSB e os Grandes Orientes filiados a COMAB.

## GOMG e GOB na atualidade
No dia 30/03/2019, o Soberano Irmão Múcio Bonifácio Guimarães, Grão Mestre Geral do Grande Oriente do Brasil (GOB) e o Anfitrião GOB-SP, através do Eminente Irmão Rui Corrêa, convidaram vários Grandes Orientes independentes da COMAB para assinatura dos Tratados de Reconhecimento, pondo fim em uma questão que se arrastava há anos e que impossibilitava intervisitações de Maçons pertencentes entre o GOB e os pertencentes aos Grandes Orientes filiados à COMAB. Aconteceu no Hotel Leques Brasil, Rua São Joaquim, 216, Bairro Liberdade – São Paulo – SP, no dia 30/03/2019 às 17h. Participaram da assinatura dos Tratados de Reconhecimento em São Paulo, momento memorável para a Maçonaria Brasileira, o Soberano Grão Mestre José Humberto Bahia e o Grande Secretário de Relações Exteriores Miguel Simão Neto, signatários do tratado pelo Grande Oriente de Minas Gerais.
Além do GOMG, o GOB também assinou tratados com a Grande Loja de Santa Catarina (CMSB), Grande Oriente do Paraná (COMAB), Grande Oriente do Rio Grande do Sul (COMAB), Grande Oriente Paulista (COMAB), Grande Loja do Maranhão (CMSB), Grande Oriente do Mato Grosso (COMAB), Grande Oriente de Santa Catarina (COMAB) e Grande Oriente do Rio Grande do Norte (COMAB).

## Grão-Mestres
- Athos Vieira de Andrade (26/06/1973 a 18/12/1974)
- Acácio Paulino de Paiva (19/12/1974 a 23/06/1976 e 24/06/1978 a 23/06/1981)
- Athenágoras Café Carvalhaes (24/06/1981 a 23/06/1984 e 24/06/1984 a 08/11/1986)
- José da Silva Ribas (09/11/1986 a 23/06/1987)
- Hirohito Torres Lage (24/06/1987 a 23/06/1990 e 24/06/1990 a 23/06/1993)
- Helton Barroso Drey (24/06/1993 a 23/06/1996, 24/06/1996 a 23/06/1999 e 24/06/1999 a 23/06/2002)
- Milton Ferreira Lopes (24/06/2002 a 23/06/2005 e 24/06/2005 a 23/06/2008)
- Hedison Damasceno (24/06/2008 a 23/06/2012)
- Lázaro Emanuel Franco Salles (24/06/2012 a 23/06/2016)
- José Humberto Bahia (2016/2020)
- Vanderlei Geraldo de Assis (2020/2024)
- Rodrigo Piassi do Nascimento (2024/2028)

## Títulos de Utilidade Pública
- Utilidade Pública Estadual, ALMG, Lei Nº 11856, de 14 de Setembro de 1995;
- Utilidade Pública Municipal, Belo Horizonte/MG, Lei Nº 8408, de 31 de Julho de 2002;
- Utilidade Pública Federal, Processo MJ Nº 24.625/95-21, de 10 de Outubro de 1996;